# Catherine Corsini

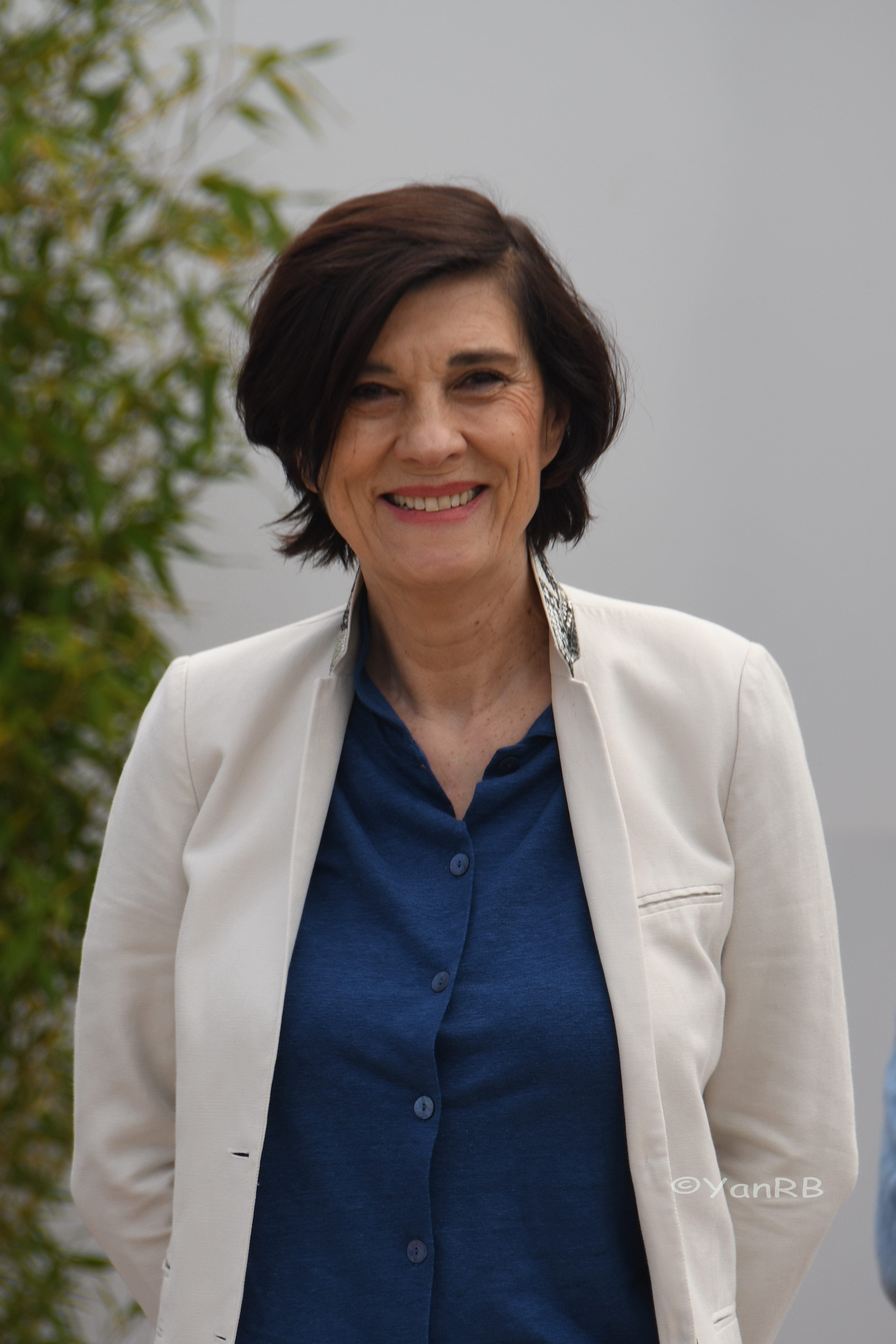
Catherine Corsini (2023)

Catherine Corsini (* 18. Mai 1956 in Dreux, Eure-et-Loir) ist eine französische Filmregisseurin und Drehbuchautorin.

## Leben und Werk
Corsini wuchs im Département Seine-et-Marne auf und zog im Alter von 18 Jahren nach Paris, um Schauspielerin zu werden. Sie studierte drei Jahre am Conservatoire national supérieur d’art dramatique bei Antoine Vitez und Michel Bouquet, ehe sie während anschließender Theaterengagements eine Vorliebe für das Schreiben entwickelte. Erste von ihr verfasste Drehbücher und eine Reihe von Kurzfilmen folgten. Mit dem Thriller Poker (1987), in dem Caroline Cellier und Pierre Arditi die Hauptrollen übernahmen, drehte Corsini ihren ersten Langfilm. Nach mehreren Regiearbeiten für das französische Fernsehen geriet ihre Komödie Die neue Eva mit Karin Viard in der Hauptrolle 1999 zu einem der Überraschungserfolge des Jahres. Ihr Filmdrama La Répétition über eine langjährige Freundschaft zwischen zwei Frauen, gespielt von Pascale Bussières und Emmanuelle Béart, die immer wieder von der Obsession der einen für die andere belastet wird, lief 2001 bei den 54. Internationalen Filmfestspielen von Cannes im Rennen um die Goldene Palme.
Danach drehte Corsini mit Mariées mais pas trop (2003) eine weitere Komödie, in der eine Großmutter, gespielt von Jane Birkin, ihre Enkelin (Émilie Dequenne) dazu verleiten will, reiche Männer um deren Lebensversicherung zu bringen. Für die Liebeskomödie Die Verlegerin und der Autor stand 2006 in der Rolle einer skrupellosen Redakteurin erneut Karin Viard unter Corsinis Regie. Auf dem Festival International du Film de Comédie de l’Alpe d’Huez erhielt der Film eine besondere Erwähnung der Jury. Im Jahr 2009 erschien Corsinis Filmdrama Die Affäre, für das sie wie bei allen ihren Filmen auch das Drehbuch schrieb. In der Hauptrolle ist Kristin Scott Thomas als verheiratete Frau zu sehen, die für die Liebe zu einem anderen Mann bereit ist, alles aufzugeben. Corsinis nächster Spielfilm, Trois mondes, eine Mischung aus Thriller und Drama, in dem die Verursacher eines tödlichen Autounfalls versuchen, sich ihrer Verantwortung zu entziehen, lief 2012 bei den 65. Filmfestspielen von Cannes in der Sektion „Un Certain Regard“.
Corsinis autobiografisch gefärbter Film La belle saison – Eine Sommerliebe über die leidenschaftliche Liebe zwischen einer von Cécile de France verkörperten Pariser Feministin und einer jungen Frau aus einer Bauernfamilie (Izïa Higelin) wurde 2015 mit dem Variety Piazza Grande Award auf dem Locarno Film Festival ausgezeichnet. Das Liebesdrama, das vor dem Hintergrund der Frauenbewegung der 1970er Jahre spielt, erhielt fünf Nominierungen für den Prix Lumière, unter anderem in den Kategorien Bester Film, Beste Regie und Bestes Drehbuch. Als Produzentin des Films trat Corsinis Lebensgefährtin, Elisabeth Perez, in Erscheinung.
Bei den Filmfestspielen von Cannes stand Corsini 2016 der internationalen Jury vor, die die Caméra d’Or für den besten Debütfilm verleiht. Im Jahr 2019 erhielt die Filmemacherin für An Impossible Love nach dem gleichnamigen Roman von Christine Angot ihre erste Nominierung für den César in der Kategorie Bestes adaptiertes Drehbuch zusammen mit Laurette Polmanss. Der in den 1950er Jahren angesiedelte Film mit Virginie Efira und Niels Schneider in den Hauptrollen wurde mit insgesamt vier César-Nominierungen bedacht.
Im Jahr 2021 wurde Corsini mit ihrem Spielfilm In den besten Händen zum zweiten Mal in den Wettbewerb um die Goldene Palme des Filmfestivals von Cannes eingeladen. 2022 war In den besten Händen für den César in den Kategorien Bester Film und Bestes Originaldrehbuch nominiert. 2023 wurde ihr Filmdrama Rückkehr nach Korsika ebenfalls in den Hauptwettbewerb von Cannes aufgenommen. Zuvor sahen sie und mehrere Mitglieder ihres Filmteams sich mit Belästigungsvorwürfen und Vorwürfen wegen unangemessenen Verhaltens konfrontiert.

## Filmografie (Auswahl)
- 1982: Die Meise (La Mésange) (Kurzfilm; in SW)
- 1983: Ballades (Kurzfilm)
- 1986: Nuit de Chine (Kurzfilm)
- 1988: Poker
- 1992: Drei Kubikmeter Liebe (Interdit d’amour) (TV-Film)
- 1994: Les Amoureux
- 1996: Jugend ohne Gott (Jeunesse sans Dieu) (TV-Film)
- 1998: Eine Affäre gegen jede Vernunft (Denis) (TV-Film)
- 1999: Die neue Eva (La Nouvelle Ève)
- 2001: Pas d’histoires! (Segment Mohamed)
- 2001: Die Probe (La Répétition)
- 2003: Mariées mais pas trop
- 2006: Die Verlegerin und der Autor (Les ambitieux)
- 2009: Die Affäre (Partir)
- 2012: Trois mondes
- 2015: La belle saison – Eine Sommerliebe (La Belle Saison)
- 2018: An Impossible Love (Un amour impossible)
- 2021: In den besten Händen (La Fracture)
- 2023: Rückkehr nach Korsika (Le retour)

## Auszeichnungen (Auswahl)
- 2001: Nominierung für die Goldene Palme bei den Internationalen Filmfestspielen von Cannes für La Répétition
- 2012: Nominierung für den Preis der Sektion „Un Certain Regard“ bei den Internationalen Filmfestspielen von Cannes für Trois mondes
- 2012: Bayard d’or in der Kategorie Bestes Drehbuch beim Festival International du Film Francophone de Namur für Trois mondes
- 2013: Preis in der Kategorie Bestes Drehbuch beim Festival del Cinema Europeo für Trois mondes
- 2015: Variety Piazza Grande Award beim Locarno Film Festival für La belle saison – Eine Sommerliebe
- 2016: Nominierungen für den Prix Lumière in den Kategorien Bester Film, Beste Regie und Bestes Drehbuch (zusammen mit Laurette Polmanss) für La belle saison – Eine Sommerliebe
- 2016: Nominierung für den Großen Preis der Jury beim Festival MIX Milano di Cinema GayLesbico e Cultura Queer für La belle saison – Eine Sommerliebe
- 2016: Jury-Diplom und Nominierung für den Sunny Bunny beim Molodist International Film Festival für La belle saison – Eine Sommerliebe
- 2019: Nominierung für den César in der Kategorie Bestes adaptiertes Drehbuch für An Impossible Love
- 2021: Queer Palm und Nominierung für die Goldene Palme bei den Internationalen Filmfestspielen von Cannes für In den besten Händen
- 2022: Nominierung für den Prix Lumière in der Kategorie Bestes Drehbuch für In den besten Händen
- 2022: Nominierungen für den César in den Kategorien Bester Film (zusammen mit Elisabeth Perez) und Bestes Originaldrehbuch (zusammen mit Laurette Polmanss und Agnès Feuvre) für In den besten Händen
- 2022: Friedenspreis des Deutschen Films – Die Brücke: Internationaler Preis für In den besten Händen